# لامبرتو دینی
لامبرتو دینی (ایتالیایی: Lamberto Dini؛ زادهٔ ۱ مارس ۱۹۳۱) یک سیاست‌مدار اهل ایتالیا است که از تاریخ ۱۷ ژانویه ۱۹۹۵ تا تاریخ  ۱۷ مه ۱۹۹۶ سمت نخست وزیری، از تاریخ  ۱۹ اکتبر ۱۹۹۵ تا تاریخ  ۱۶ فوریه ۱۹۹۶ سمت وزارت دادگستری، از تاریخ  ۱۷ مه ۱۹۹۶ تا تاریخ  ۶ ژوئن ۲۰۰۱ وزارت وزارت امورخارجه و از تاریخ  ۱۰ مه ۱۹۹۴ تا تاریخ ۱۷ مه ۱۹۹۶ سمت وزارت اقتصاد ایتالیا را برعهده داشت.